# Томашевич, Евгений Станиславович
Евгений Станиславович Томашевич (1854 — после 1918) — русский педагог-математик.

## Биография
Преподавал математику в Тульской гимназии. В его доме в пору обучения в гимназии жил Николай Мерцалов; оказал решающее влияние на другого гимназиста — Николая Извольского.
Был членом «Нижегородского кружка любителей физики и астрономии». Печатал статьи в Математическом сборнике (Т. 9. Вып. 3), «Вестнике опытной физики и математики», участвовал в работе Московского математического кружка, проживал на Долгоруковской улице, д. 29. Последняя из его известных публикаций: Клетчатая бумага и почтовые марки, как счетные пособия. — М.: тип. Г. Лисснера и Д. Собко, [1915]. — 9 с.
Похоронен на тульском Всехсвятском кладбище.